# Dodec-6-eno-1,4-lacton
Dodec-6-eno-1,4-lacton ist eine organische Verbindung aus der Gruppe der Lactone.

## Vorkommen

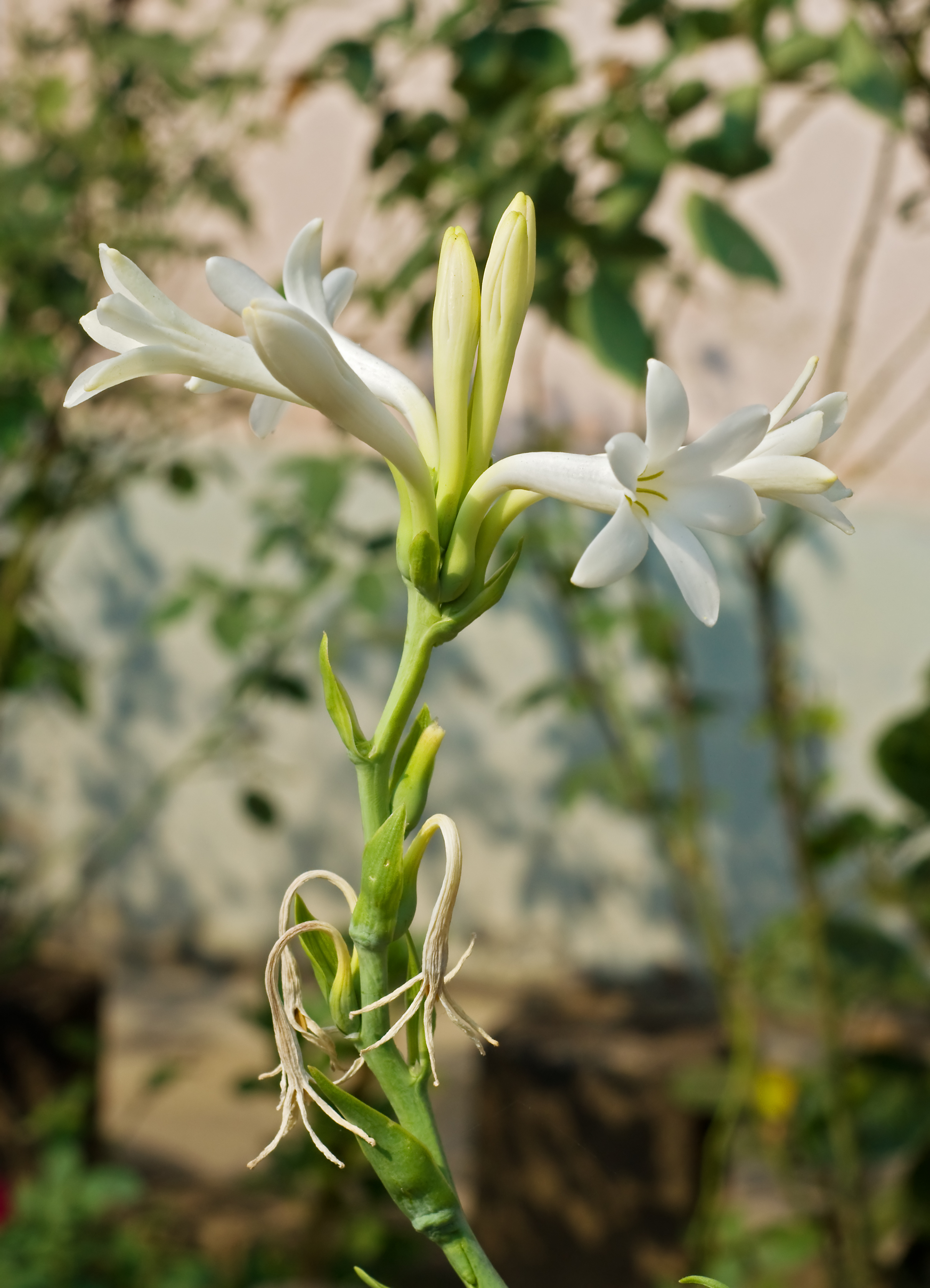
Das Öl der Tuberose enthält (Z)-Dodec-6-eno-1,4-lacton

(Z)-Dodec-6-eno-1,4-lacton kommt im Öl der Tuberose vor. Ebenso ist es die Hauptkomponente eines Duftstoffs der Maultierhirsche. Der Pilz Fusarium poae bildet das (R,Z)-Isomer. Der Pilz Sporobolomyces odorus bildet hauptsächlich Decano-1,4-lacton, daneben aber auch Dodec-6-eno-1,4-lacton.

## Herstellung
Die Synthese von Dodec-6-eno-1,4-lacton kann beispielsweise von Ethyl-4-oxobutanoat ausgehen. Die Reaktion mit Allylzinkchlorid in Dimethylsulfoxid ergibt Hept-6-eno-1,4-lacton. Dabei ist die Verwendung einer Organozinkverbindung vorteilhaft, da Allylmagnesiumbromid auch die Estergruppe angreift und daher schlechter Resultate liefert. Ozonolyse gefolgt von katalytischer Hydrierung an Palladium wandelt die Vinyl-Seitenkette in eine Acetaldehydgruppe um. Wittig-Reaktion mit Hexyltriphenylphosphoniumbromid und Butyllithium ergibt Dodec-6-eno-1,4-lacton, wobei überwiegend das (Z)-Isomer entsteht, mit einem geringen Anteil des (E)-Isomers.
Eine Alternative ist die Synthese durch Thermolyse eine N-Chloramids. Dazu wird zunächst 6-Dodecinsäure hergestellt, indem 1-Heptin mit Natriumamid in flüssigem Ammoniak deprotoniert und dann mit 1-Chlor-4-iodbutan umgesetzt wird. Das Zwischenprodukt wird dann mit Natriumcyanid am Rückfluss erhitzt, um ein Nitril zu erhalten (Kolbe-Nitrilsynthese). Basische Hydrolyse mit Natriumhydroxid ergibt 6-Decinsäure. Diese wird durch Reaktion mit Ethylchloroformat in ein gemischtes Anhydrid überführt und dann mit N-Propylamin zum Alkylamid umgesetzt. Durch Lindlar-Hydrierung (Palladium mit Chinolin) wird das Alkin in das (Z)-Alken umgewandelt. Die Doppelbindung wird durch Bromierung mit elementarem Brom geschützt und die Amidgruppe durch Reaktion mit tert-Butylhypochlorit chloriert. Durch Erhitzen mit Dibenzoylperoxid wird ein cyclischer Imidoester erhalten, der zum Lacton hydrolysiert. Debromierung mit Zinkstaub in Ethanol bildet die Doppelbindung zurück und ergibt das Produkt.
Die biotechnologische Herstellung ist ausgehend von Distelöl möglich. Zur Hydrolyse der Triglyceride dient eine Lipase von Candida rugosa. So entstehende Linolensäure kann durch Zellen von Stenotrophomonas nitrireducens zu 10-Hydroxy-12(Z)-octadecensäure hydriert werden. Die Hydroxycarbonsäure kann wiederum durch Zellen von Candida boidinii zum Lacton cyclisiert werden.

## Verwendung
Dodec-6-eno-1,4-lacton ist in der EU unter der FL-Nummer 10.009 als Aromastoff für Lebensmittel zugelassen.